# La Porte (nouvelle)
Pour les articles homonymes, voir La Porte.
La Porte est une nouvelle de Guy de Maupassant parue en 1887.

## Historique
La Porte est une nouvelle de Guy de Maupassant initialement publiée dans le quotidien Gil Blas  du 3 mai 1887, puis dans l'édition augmentée du recueil Clair de lune de 1888.

## Résumé
Karl Massouligny disserte sur les maris complaisants à une audience quelconque. Après les avoirs typés en aveugles, clairvoyant (dont les intéressés, les satisfaits et les impuissants quoique rageurs) et faibles. Il conte l'histoire qu'il a vécu avec la femme d'un autre.
Après avoir courtisé une femme mondaine, et remarqué la jalousie de son mari, Karl Massouligny est paradoxalement invité pendant un mois dans leur propriété de Touraine, le domaine de Vertcresson. 
Il y rejoint le mari, la femme et un homme qui lui est inconnu : le comte de Morterade. Qui est-il : l'ancien amant de la femme qui veut s'en défausser, un simple ami de famille... ? 
Après un certain temps, Karl Massouligny est invité par le mari à observer ses gravures avec lui. À cet effet, le mari finit par ouvrir une porte et montrer ce qu'il voulait être une "merveille". À leur étonnement, ils découvrent la femme pauvrement habillée, décharnée, aux cheveux courts et rares.
Trois jours plus tard, Karl Massouligny part du domaine. La femme ne le salue que froidement, le comte de Morterade est déçu de le voir partir.

## Éditions
- Lien vers la version de La Porte dans Gil Blas,